# Okrug Bernalillo, Novi Meksiko
Bernalillo je okrug u američkoj saveznoj državi Novom Meksiku.

## Naselja
Gradovi u Bernalillu su Albuquerque i Rio Rancho.
Mjesto u Bernalillu je Edgewood.
Sela u Bernalillu su Los Ranchos de Albuquerque i Tijeras.
Popisom određena mjesta su Carnuel, Cedar Crest, Chilili, Edith Endave, Isleta Village Proper, Manzano Springs, North Valley, Pajarito Mesa, Paradise Hills, Ponderosa Pine, San Antonito, Sandia Heights, Sandia Knolls, Sandia Park, Sedillo i South Valley.
Ostala neuključena područja su Canoncito, Carpenter, Isleta Pueblo i Zuzax.
U novije doba formiralo se naselje Rincon.
Indijanski rezervati su Laguna Pueblo, Navajo Nation i Sandia Pueblo.
Zemljopisna neobičnost ovog okruga je ta što mjesto Bernalillo koje se nalazi sjeverno od Albuquerquea nije u okrugu Bernalillu, nego pripada drugom okrugu, okrugu Sandovalu, čije je okružno sjedište.

## Stanovništvo
Prema popisu stanovništva 2010., stanovnici su 69,4% bijelci, 3,0% "crnci ili afroamerikanci", 4,8% "američki Indijanci i aljaskanski domorodci", 2,3% Azijci, 0,1% Havajci ili tihooceanski otočani, 4,4% dviju ili više rasa, 16,0% ostalih rasa. Hispanoamerikanaca i Latinoamerikanaca svih rasa bilo je 47,9%.

## Vanjske poveznice
- Postal History Poštanski uredi u okrugu Bernalillu, Novi Meksiko